# اوشنه (استان اوپوله)
اوشنه (به لهستانی:  Osiny) یک روستا در لهستان است که در گمینا کومپراخچیتسه واقع شده‌است. اوشنه ۴۱۹ نفر جمعیت دارد.